# Metis pallida
Metis pallida är en kräftdjursart som beskrevs av Gurney 1927. Metis pallida ingår i släktet Metis och familjen Metidae. Inga underarter finns listade i Catalogue of Life.